# 县联社马场
县联社马场是中华人民共和国黑龙江省绥化市明水县下辖的一个类似乡级单位。

## 行政区划
下辖以下地区：
县联社马场虚拟生活区。